# Lijst van rijksmonumenten in Veldhoven (gemeente)
De gemeente Veldhoven telt 36 inschrijvingen in het rijksmonumentenregister. Hieronder een overzicht.

## Berkt
De plaats Berkt telt 2 inschrijvingen in het rijksmonumentenregister.
| Object        | Oorspronkelijke functie? | Bouwjaar | Architect | Locatie        | Coördinaten?                  | Nr.?   | Afbeelding        |
| ------------- | ------------------------ | -------- | --------- | -------------- | ----------------------------- | ------ | ----------------- |
| De Leeuwenhof | Boerderij                |          |           | Berkt 50       | 51° 25' 38" NB, 5° 22' 47" OL | 37048  | Meer afbeeldingen |
| Berkter Hoef  | Boerderij                | 1865     |           | Vilderstraat 1 | 51° 25' 35" NB, 5° 22' 32" OL | 507727 | Meer afbeeldingen |

## Halfmijl
De plaats Halfmijl telt 3 inschrijvingen in het rijksmonumentenregister.
| Object                                                                                          | Oorspronkelijke functie? | Bouwjaar                                                                                 | Architect | Locatie      | Coördinaten?                  | Nr.?  | Afbeelding        |
| ----------------------------------------------------------------------------------------------- | ------------------------ | ---------------------------------------------------------------------------------------- | --------- | ------------ | ----------------------------- | ----- | ----------------- |
| Terrein waarin een grafheuvel (nr. 4)                                                           | Archeologisch monument   | Neolithicum                                                                              |           | Kleine Vliet | 51° 25' 14" NB, 5° 20' 22" OL | 46130 | Upload foto       |
| Terrein waarin zeven grafheuvels (nrs. 5 t/m 11) en een vindplaats van aardewerk (nederzetting) | Archeologisch monument   | grafheuvels: vroege en midden Bronstijd. Nederzetting: Neolithicum (vlaardingen cultuur) |           | Vessemsedijk | 51° 25' 2" NB, 5° 19' 56" OL  | 46131 | Meer afbeeldingen |
| Terrein waarin vier grafheuvels (nrs. 13 t/m 16)                                                | Archeologisch monument   | Bronstijd                                                                                |           | Weijerseweg  | 51° 24' 57" NB, 5° 19' 40" OL | 46132 | Meer afbeeldingen |

## Heers
De plaats Heers telt 2 inschrijvingen in het rijksmonumentenregister.
| Object                                                                          | Oorspronkelijke functie? | Bouwjaar                                                                      | Architect | Locatie     | Coördinaten?                  | Nr.?  | Afbeelding  |
| ------------------------------------------------------------------------------- | ------------------------ | ----------------------------------------------------------------------------- | --------- | ----------- | ----------------------------- | ----- | ----------- |
| Terrein waarin een urnenveld                                                    | Archeologisch monument   | late Bronstijd of IJzertijd                                                   |           | Volmolenweg | 51° 23' 1" NB, 5° 24' 35" OL  | 46125 | Upload foto |
| Terrein waarin tien grafheuvels, een brede aarden wal en mogelijk een urnenveld | Archeologisch monument   | grafheuvels: waarschijnlijk Bronstijd. Urnenveld: late Bronstijd of IJzertijd |           | Leemdijk    | 51° 23' 26" NB, 5° 23' 15" OL | 46126 | Upload foto |

## Toterfout
De plaats Toterfout telt 2 inschrijvingen in het rijksmonumentenregister.
| Object                                                              | Oorspronkelijke functie? | Bouwjaar                  | Architect | Locatie   | Coördinaten?                  | Nr.?  | Afbeelding        |
| ------------------------------------------------------------------- | ------------------------ | ------------------------- | --------- | --------- | ----------------------------- | ----- | ----------------- |
| Terrein waarin vindplaats van vuursteen artefacten en een urnenveld | Archeologisch monument   | Mesolithicum en IJzertijd |           | Toterfout | 51° 25' 4" NB, 5° 20' 40" OL  | 46128 | Upload foto       |
| Terrein waarin drie grafheuvels (nrs. 1 t/m 3)                      | Archeologisch monument   | Bronstijd                 |           | Toterfout | 51° 24' 51" NB, 5° 20' 57" OL | 46129 | Meer afbeeldingen |

## Veldhoven
De plaats Veldhoven telt 19 inschrijvingen in het rijksmonumentenregister. Zie Lijst van rijksmonumenten in Veldhoven (plaats) voor een overzicht.

## Zandoerle
De plaats Zandoerle telt 8 inschrijvingen in het rijksmonumentenregister. Zie Lijst van rijksmonumenten in Zandoerle voor een overzicht.
's-Hertogenbosch ·
Alphen-Chaam ·
Altena ·
Asten ·
Baarle-Nassau ·
Bergeijk ·
Bergen op Zoom ·
Bernheze ·
Best ·
Bladel ·
Boekel ·
Boxtel ·
Breda ·
Cranendonck ·
Deurne ·
Dongen ·
Drimmelen ·
Eersel ·
Eindhoven ·
Etten-Leur ·
Geertruidenberg ·
Geldrop-Mierlo ·
Gemert-Bakel ·
Gilze en Rijen ·
Goirle ·
Halderberge ·
Heeze-Leende ·
Helmond ·
Heusden ·
Hilvarenbeek ·
Laarbeek ·
Land van Cuijk ·
Loon op Zand ·
Maashorst ·
Meierijstad ·
Moerdijk ·
Nuenen, Gerwen en Nederwetten ·
Oirschot ·
Oisterwijk ·
Oosterhout ·
Oss ·
Reusel-De Mierden ·
Roosendaal ·
Rucphen ·
Sint-Michielsgestel ·
Someren ·
Son en Breugel ·
Steenbergen ·
Tilburg ·
Valkenswaard ·
Veldhoven ·
Vught ·
Waalre ·
Waalwijk ·
Woensdrecht ·
Zundert